# Nancy Jepleting
Nancy Jepleting (* 30. Mai 2001) ist eine kenianische Leichtathletin, die sich auf Langstreckenlauf spezialisiert hat.

## Sportliche Laufbahn
Erste internationale Erfahrungen sammelte Nancy Jepleting, die vor allem im Straßenlauf an den Start geht, bei den Afrikaspielen 2024 in Accra, bei denen sie nach 1:15:07 h die Bronzemedaille im Halbmarathon hinter der Südsudanesin Loliha Atalena und Zewditu Aderaw aus Äthiopien gewann.

## Persönliche Bestzeiten
- 10-km-Straßenlauf: 31:54 min, 15. Januar 2023 in Valencia
- Halbmarathon: 1:09:44 h, 17. September 2023 in Porto